# Jiří Antoš
Jiří Antoš (* 25. září 1972) je bývalý český fotbalista, který působil v české Gambrinus lize v týmech Dukly a Plzně. Po sezoně 2000/01 ukončil své působení v nejvyšší soutěži a nyní je asistentem trenéra v druholigovém týmu FC Zenit Čáslav.